# Kuala Lumpur International Film Festival
Das Kuala Lumpur International Film Festival (KLIFF) ist eine jährliche internationale Veranstaltung in Kuala Lumpur in Malaysia. Ausrichter des KLIFF ist die National Film Development Corporation Malaysia (FINAS).

## Geschichte
Der Kuala Lumpur International Film Festival hatte seine Anfänge im Februar 2003, als das als einmaliges Kuala Lumpur World Film Festival von der National Film Development Corporation Malaysia in Zusammenarbeit mit der Bewegung der Blockfreien-Konferenz im gleichen Jahr unter dem Thema „Frieden, Harmonie, Gewaltfreiheit und Nichtdiskriminierung“ organisiert wurde.
Drei Jahre später beschloss ein Konsortium von Unternehmen der Unterhaltungsindustrie ein jährliches Filmfestival, das Kuala Lumpur International Film Festival (KLIFF) zu veranstalten. Organisiert wurde es von der FINAS (National Film Development Corporation Malaysia). Unter dem Motto "Celebrating Cultural Diversity" wurden dann 2007 50 Filme aus 18 Ländern gezeigt. Die im Wettbewerb vorgestellten 22 Filme kamen aus allen fünf Kontinenten. Es gab Dokumentarfilme, Kurzfilme und Animationen. Das Budget für das Filmfestival betrug 4 Millionen malaysische Ringgit. Das Festival wurde vom 28. November bis 2. Dezember im Cathay Cineleisure Mutiara Damansara abgehalten und endete mit der Perdana Preisverleihung am Putra World Trade Centre. Für 2012 ist der 8.–12. Juni als Neuauflage geplant.

## Verliehene Preise

### 2007
Die Mitglieder der Jury für den Wettbewerb waren U-Wei Haji Shaari aus Malaysia, Andrew Vial aus Australien, Jeff Bollow aus Neuseeland, Sozo Teruoka aus Japan und Tikoy Aguiluz von den Philippinen. Die Preise:
- Bester Film – Sonntag in Kigali (Kanada)
- Beste Hauptdarstellerin – Fatou N'Diaye (Sonntag in Kigali)
- Bester Schauspieler – Adel Imam (Das Haus Yacoubian, Ägypten)
- Beste Regie – Charles Burnett (Namibia – Der Kampf um die Freiheit)
- Bestes Drehbuch – American Folk (USA)
- Bester Sound – 1957: Hati Malaya (Malaysia)
- Beste Kamera – nicht zufällig (Brasilien)
- Best Special Effects (Jury Merit Award) – Transformers (USA)
- Bester Schnitt – Raphael Nadjari (Tehilim)
- Special Jury Award – 1957: Hati Malaya
- Bester Afrikanischer Film –  Namibia – der Kampf um die Freiheit (Namibia)
- Bester südamerikanischer Film – Cyrano Fernández (Venezuela)
- Bester nordamerikanischer Film – A Sunday in Kigali (Kanada)
- Bester europäischer Film – Tehilim (Frankreich)
- Bester asiatischer Film – One Summer with You (China)
- Bester Dokumentarfilm – 4 (Australien)
- Beste Animation – UPIN & Ipin (Malaysia)
- Bester Kurzfilm – Feng (Wind) (Singapur / Australien)